# Auburndale (Queens)
Auburndale es un vecindario de clase media alta del distrito de Queens de la ciudad de Nueva York. El vecindario está ubicado entre Bayside y Murray Hill.
Auburndale se encuentra en el Distrito Comunitario 11 de Queens, mientras que su código postal es 11358. Está patrullada por la 111.ª comisaría de la policía de Nueva York.

## Historia
El nombre del vecindario está basado en Auburndale, Massachusetts, el lugar dónde L. H. Green vivía antes de empezar la construcción de la comunidad.

## Demografía
Según los datos del censo de Estados Unidos de 2010, la población de Auburndale era de 19 996 personas. Tiene una superficie de 317.82 hectáreas (3.18 km²) y una densidad de 25.5 habitantes por acre (16 300 por milla cuadrada; 6300 por km²).
Las razas de los habitantes del barrio era el 44.8% (8954) blancos, el 11.7% (2343) era hispánico o latino, el 1.0% (209) afroamericano, el 0.0% (0) nativo americano, el 40.9% (8169) era asiático, el 1.5% (309) de otras razas.
En 2017, los Ingreso familiar per cápita era de USD 70 155. En 2018, según una estimación según un informe del Departamento de Salud e Higiene Mental de la Ciudad de Nueva York, la población tenía una expectación de vida mediana de 84.7 años.

## Policía y criminalidad
Auburndale está patrullada por la 111.ª comisaría del NYPD. La 107.ª comisaría obtuvo el octavo lugar de 69 áreas patrulladas más seguras por delitos per-cápita en el año 2010. En 2018, obtuvo una tasa de asalto no fatal de 8 por 100 000 personas, mientras que la tasa de encarcelamiento es de 110 por 100 000 personas siendo más bajas comparadas con otras ciudades.
Según un informe de 2018, la tasa de criminalidad en Auburndale con respecto al año 1990 ha bajado en un 88.6%. En 2018, en el distrito sólo se informaron 0 asesinatos, 7 violaciones, 74 agresiones graves, 361 robos con intimidación, 163 robos y 37 robos de automóviles.